# Takrir-i Sükûn Kanunu
Das Takrir-i Sükûn Kanunu („Gesetz zur Sicherung der öffentlichen Ruhe“) war ein Gesetz, das die türkische Regierung als Reaktion auf den kurdisch-religiösen Scheich-Said-Aufstand 1925 erließ, um die Ordnung im Land wiederherzustellen. Das Gesetz wurde auch dazu benutzt, oppositionelle Politiker zu verfolgen oder Zeitungen zu zensieren. Obwohl das Gesetz 1929 außer Kraft trat, leitete es in der türkischen Politik eine autoritäre Phase ein, die bis nach 1945 andauerte.
Im Februar 1925 brach in Ostanatolien der Scheich-Said-Aufstand aus, der die noch junge Republik auf eine schwere Probe stellte. Die Abschaffung des Kalifats hatte ein wichtiges Bindeglied zwischen Türken und Kurden aufgelöst. Der damalige Ministerpräsident Ali Fethi Bey, der von vielen als zu liberal angesehen wurde, trat wegen seiner Politik gegenüber dem Aufstand am 2. März 1925 zurück. An seine Stelle trat sein als Hardliner bekannter Vorgänger İsmet Pascha. Dieser hatte bereits 1924 vergeblich versucht, ein Gesetz gegen religiös motivierte Fortschrittsfeindlichkeit (tr: dinsel irtica) durchzubringen. Der Aufstand lieferte jetzt einen Anlass für das Gesetz.
Das Gesetz führte im Parlament zu heftigen Diskussionen zwischen der von der Cumhuriyet Halk Fırkası (CHF) gestellten Regierung und der Oppositionspartei Terakkiperver Cumhuriyet Fırkası. Die Opposition war für eine rasche und harte Niederschlagung des Aufstandes, sah aber mit dem Gesetz die Pressefreiheit und die Verfassung in Gefahr und warnte laut Kâzım Karabekir Pascha davor, dass man im 20. Jahrhundert mit Misstrauen und Wahn kein Volk regieren könne. Bei der folgenden Abstimmung waren viele der 287 Abgeordneten abwesend. Mit 122 Pro-Stimmen und 22 Enthaltungen wurde das Gesetz, das der Regierung außerordentliche Vollmachten verlieh, angenommen. Es trat am 4. März 1925 für eine Dauer von zwei Jahren in Kraft, wobei 1927 eine Verlängerung um weitere zwei Jahre erfolgte. Die im Türkischen Befreiungskrieg gegründeten Unabhängigkeitsgerichte wurden wieder eingesetzt und dazu benutzt Aufständische und andere „unliebsame“ Personen im Schnellverfahren zu verurteilen. Die Richter waren Parlamentsabgeordnete und übten eine „politische Justiz“ aus. Der Aufstand wurde innerhalb weniger Wochen niedergeschlagen. Scheich Said wurde gefasst, vor dem Unabhängigkeitsgericht in Diyarbakır zum Tode verurteilt und im September 1925 gehängt. Wie viele Menschen von den Unabhängigkeitsgerichten verurteilt worden sind, ist nicht bekannt. Als weitere Maßnahme wurden einflussreiche kurdische Geistliche oder Stammesführer in den Westen der Türkei umgesiedelt. Die Deportation von regierungstreuen Stämmen führte jedoch zu Unmut unter den Kurden und zu einem Anwachsen des kurdischen Nationalismus.
Das Gesetz sah unter anderem auch hohe Strafen und Verbote für subversive Publikationen in der Presse vor. Im April 1925 wurden bis auf zwei CHF-nahe Zeitungen alle Zeitungen verboten. Die Terakkiperver Cumhuriyet Fırkası wurde zwei Monate nach Inkrafttreten des Gesetzes wegen Verbindungen zu den Aufständischen verboten. Führende Mitglieder flohen später ins Ausland, nachdem sie verdächtigt wurden 1926 ein Attentat auf Mustafa Kemal Pascha geplant zu haben. Währenddessen wurden sechs Mitglieder der Partei zum Tode verurteilt und hingerichtet.
Da die Archive nicht zugänglich sind, ist es nicht möglich eine Bilanz des Gesetzes zu ziehen.

## Gesetzestext
Das Gesetz bestand aus drei Artikeln:
1. Mit Einverständnis des Präsidenten ist es der Regierung gestattet, Organisationen, Provokationen, Aufstachelungen und Publikationen zu verbieten, die zum Reaktionismus und Aufstand aufrufen und die die gesellschaftliche Ordnung des Landes, den Frieden, die Ruhe und die Sicherheit stören wollen. Personen, die diese Aktionen ausführen, kann die Regierung an das Unabhängigkeitsgericht übergeben.
2. Dieses Gesetz tritt vom Tage seiner Bekanntmachung hinweg für eine Dauer von zwei Jahren in Kraft.
3. Mit der Durchführung dieses Gesetzes ist der Rat der Vollzugsbeauftragten betraut.